# Landkreis Rehau
Der Landkreis Rehau gehörte zum bayerischen Regierungsbezirk Oberfranken. Er wurde 1972 bei der Gebietsreform aufgelöst und sein nördliches Gebiet dem Landkreis Hof und der südliche Teil dem Landkreis Wunsiedel zugeordnet. Zum Zeitpunkt der Auflösung umfasste der Landkreis 28 Gemeinden.

## Geographie

### Wichtige Orte
Die einwohnerstärksten Gemeinden waren Rehau, Schönwald und Hohenberg an der Eger.

### Nachbarkreise
Der Landkreis grenzte 1972 gegen den Uhrzeigersinn im Nordwesten beginnend an die Landkreise Hof, Münchberg und Wunsiedel. Im Nordosten und Osten grenzte er an die Tschechoslowakei.
Selb war als kreisfreie Stadt vom Landkreis Rehau umgeben und gehörte nicht zum Kreisgebiet.

## Geschichte

### Bezirksamt
Das Bezirksamt Rehau wurde im Jahr 1862 durch den Zusammenschluss der Landgerichte älterer Ordnung Rehau und Selb gebildet.
Anlässlich der Reform des Zuschnitts der bayerischen Bezirksämter trat das Bezirksamt Rehau am 1. Januar 1880 die Gemeinden Autengrün, Fattigau, Förbau, Oberkotzau und Schwarzenbach an der Saale an das Bezirksamt Hof ab.
Am 1. Juli 1919 schied die Stadt Selb aus dem Bezirksamt aus und wurde kreisunmittelbar.

### Landkreis
Am 1. Januar 1939 wurde die reichseinheitliche Bezeichnung Landkreis eingeführt. So wurde aus dem Bezirksamt der Landkreis Rehau. Am 1. April 1940 wurde die kreisfreie Stadt Selb in den Landkreis Rehau eingegliedert, was jedoch am 1. April 1946 wieder rückgängig gemacht wurde.
Am 1. Juli 1972 wurde der Landkreis Rehau im Zuge der Gebietsreform in Bayern aufgelöst.
- Die Stadt Rehau sowie die Gemeinden Draisendorf, Faßmannsreuth, Fohrenreuth, Kautendorf, Martinlamitz, Nentschau, Neuhausen, Pilgramsreuth, Prex, Quellenreuth, Regnitzlosau, Schwesendorf und Wurlitz wurden in den Landkreis Hof integriert.
- Die Städte Hohenberg an der Eger und Schönwald sowie die Gemeinden Erkersreuth, Heidelheim, Längenau, Lauterbach, Mühlbach, Neuhaus, Oberweißenbach, Selb-Plößberg, Silberbach, Spielberg, Unterweißenbach und Vielitz wurden dem Landkreis Wunsiedel zugeschlagen.

Das 1968 gebaute Landratsamtsgebäude in der Martin-Luther-Straße wurde nach der Auflösung des Landkreises noch bis 1978 als Außenstelle des Landratsamtes Hof genutzt. Heute beherbergt das Amtsgebäude das Rathaus der Stadt Rehau sowie ein Notariat.

## Einwohnerentwicklung
| Jahr | Einwohner | Quelle |
| ---- | --------- | ------ |
| 1864 | 24.054    | [ 7 ]  |
| 1885 | 20.328    | [ 8 ]  |
| 1900 | 23.965    | [ 9 ]  |
| 1910 | 30.437    | [ 9 ]  |
| 1925 | 20.630    | [ 10 ] |
| 1939 | 33.922    | [ 11 ] |
| 1950 | 28.770    | [ 12 ] |
| 1960 | 27.400    | [ 13 ] |
| 1971 | 28.300    | [ 14 ] |

## Bezirksamtsvorstände (bis 1938) und Landräte (ab 1939)
| Zeitraum              | Bezirksamtmann/Landrat | Stellvertreter des Landrats | Weiterer Stellvertreter des Landrats |
| --------------------- | ---------------------- | --------------------------- | ------------------------------------ |
| 1916–1920             | Georg Jung             |                             |                                      |
| 1920–1927             | Karl Nachtigall        |                             |                                      |
| 1930–1934             | Karl Helbig            |                             |                                      |
| 1934–1938             | Joseph Hoeppner        |                             |                                      |
| 1938–1942             | Ludwig Schultze        |                             |                                      |
| 1942                  | Leonhard Holzberger    | vertretungsweise            |                                      |
| 1943–1945             | Oskar Meister          | vertretungsweise            |                                      |
| 09.09.1946–10.05.1952 | Edmund Rothemund (SPD) |                             |                                      |
| 10.05.1952–30.04.1958 | Bernhard Ostwald (CSU) | Anton Roth (HV und WG)      | RR Karl Frenzl                       |
| 01.05.1958–10.05.1970 | Helmut Rothemund (SPD) | Anton Roth (HV und WG)      | ab 1960 RR Ernst Zapf                |
| 10.05.1970–30.06.1972 | Manfred Schlager (CSU) | Anton Roth (HV und WG)      | ORR Lien                             |

## Gemeinden

Landkreis Rehau, Gemeindegrenzenkarte von 1961

| Städte 1. Rehau 2. Hohenberg an der Eger (ab dem 29. April 1960) 3. Schönwald (ab dem 17. Mai 1954) 4. Selb (nur zeitweise) Märkte 1. Hohenberg an der Eger (bis zum 28. April 1960) 2. Schönwald (bis zum 16. Mai 1954) | Weitere Gemeinden 1. Draisendorf 2. Erkersreuth 3. Faßmannsreuth 4. Fohrenreuth 5. Heidelheim 6. Kautendorf 7. Längenau 8. Lauterbach 9. Martinlamitz 10. Mühlbach 11. Nentschau 12. Neuhaus 13. Neuhausen 14. Oberweißenbach 15. Pilgramsreuth 16. Prex 17. Quellenreuth 18. Regnitzlosau 19. Schwesendorf 20. Selb-Plößberg 21. Silberbach 22. Spielberg 23. Unterweißenbach 24. Vielitz 25. Wurlitz |

## Kfz-Kennzeichen
Am 1. Juli 1956 wurde dem Landkreis bei der Einführung der bis heute gültigen Kfz-Kennzeichen das Unterscheidungszeichen REH zugewiesen. Es wurde bis zum 30. April 1973 ausgegeben. Seit dem 10. Juli 2013 ist es aufgrund der Kennzeichenliberalisierung wieder im Landkreis Wunsiedel im Fichtelgebirge, seit dem 4. August 2014 auch wieder im Landkreis Hof erhältlich.
Das Unterscheidungszeichen REH  wird auch in der ZDF-Spielfilmserie Tannbach – Schicksal eines Dorfes für die Fahrzeuge aus dem bundesrepublikanischen Teil Tannbachs verwendet. Wobei im Vorbild der reale Tannbach, der mitten in Mödlareuth den Verlauf der innerdeutschen Grenze markiert und damit nicht im ehemaligen Landkreis Rehau liegt, sondern im Altkreis Hof (bis 1. Juli 1972).